# Poamă boierească
Poamă boierească este un soi vechi de struguri albi cultivat în unele podgorii din sudul Moldovei. Strugurii erau mici, cilindro-conici, iar boabele aveau pielița groasă, de culoare albă
.